# Zniknięcie Lady Frances Carfax
Zniknięcie lady Frances Carfax (ang. The Disappearance of Lady Frances Carfax) – opowiadanie sir Arthura Conana Doyle’a o przygodach słynnego detektywa, Sherlocka Holmesa i jego przyjaciela, doktora Watsona. Po raz pierwszy opublikowane w 1911 w „The Strand Magazine” (w grudniu, ilustrował Alec Ball) i „Collier's Weekly” (w grudniu, ilustrował Frederic Dorr Steele), następnie w tomie „Jego ostatni ukłon” w 1917.
Doktor Watson przebywa w kurorcie i jest świadkiem, jak trzydziestoparoletnia panna - lady Frances Carfax – szokuje wszystkich gości swoim zachowaniem i łamie konwenanse. W pobliżu lady Frances kręci się jakiś tajemniczy mężczyzna z brodą. Lady Frances odwiedza jej starszy brat, który wypłaca siostrze co miesiąc pensję. Teraz jednak odmawia jej pomocy finansowej na jej kolejne pomysły, które uznaje on za zwariowane. Lady Frances chce zainwestować w misję chrześcijańską niejakiego pułkownika Justersa, inwalidy wojskowego. Jej brat odmawia finansowania tego i proponuje jej, że jeśli chce zainwestować, to niech sprzeda swoją rodzinną biżuterię. Watson pisze o wszystkim Holmesowi. Holmes przybywa na pomoc, ale jest za późno. Lady Frances znika. Holmes i Watson ruszają na jej poszukiwania. Spotykają tajemniczego brodacza, okazuje się, że to jej były adorator, kiedyś biedny poeta i pijak. Teraz jest jednak bogatym człowiekiem i chce jej zapewnić szczęście. Cała trójka rozpoczyna poszukiwania. Są w banku, ale jej już nie znajdują. Okazało się, że podjęła już klejnoty i zaniosła pułkownikowi. Holmes odkrywa, że pułkownik i jego „żona” to dwójka wspólników oszukujących młode, bogate kobiety; grając na ich uczuciach religijnych namawiają je do zmiany testamentu, by zapisały majątek pułkownikowi, a potem ginęły zamordowane. Teraz ofiarą jest lady Frances. Holmes i Watson wdzierają się do domu pułkownika i chcą odnaleźć lady, ale znajdują tylko trumnę ze staruszką. Jutro jest jej pogrzeb. Brodacz odkrywa, że trumna została zamówiona niewymiarowo większa. Holmes wreszcie odkrywa prawdę i w porę przybywa z Watsonem na cmentarz, gdzie właśnie odbywa się pogrzeb staruszki. Wyciągają trumnę - w trumnie leżała odurzona chloroformem lady Frances przykryta ciałem staruszki. Pułkownik i jego żona trafiają do więzienia. Lady Frances była jednak w takim szoku po tym wydarzeniu, że kilka lat musiała z niego wychodzić. Opiekuje się nią wówczas brodacz - jej ukochany.
Ekranizacje 
- 1923 (Holmes - Eille Norwood, Watson - Hubert Willis)[1]
- 1965 BBC (Holmes - Douglas Wilmer, Watson - Nigel Stock)[2]
- 1991 Granada TV (Holmes - Jeremy Brett, Watson - Edward Hardwicke)[3]